# Градиште (монастырь)
Монастырь Градиште (серб. Манастир Градиште) – монастырь Сербской православной церкви, находящийся в Черногории в 1,5 км от Петроваца. Градиште — один из самых значительных памятников фресковой живописи позднего средневековья в Черногории.

## История
Первое упоминание о монастыре относится к первой половине XIV в., но основан он был значительно раньше — ещё до эпохи правления династии Неманичей (до 1170 года). Согласно преданию на этом месте в античную эпоху находилось кладбище и древние постройки — «граджевине», по которым монастырь и получил имя Градиште, или Градац.
Градиште был приписан к монастырю Дечаны. Когда венецианцы разорили монастырь Ратац, ратачские монахи перешли в Градиште. Монастырь был ближайшим к старой турецкой границе и для защиты от постоянных нападений турок был окружен крепостной стеной с бойницами и высокой башней, развалины которых сохранились до сих пор.
Монастырь сильно страдал от турецких завоевателей, особенно в 1785 году, когда войска скадарского паши Махмуд Бушатли (Черного Махмуда) совершили опустошительный набег на Черногорию. Священник Раде Андрович стрелял в пашу Кара — Махмуда, но ружье дало осечку, и турки убили Андровича и многих старейшин. Отец Раде был похоронен на монастырском кладбище у Успенской церкви. 22 сентября 1796 года в упорном бою у села Крусы Махмуд-паша был убит, а голова его отнесена в Цетинье. Череп скадарского паши и сейчас хранится в особом ларце в Цетинском монастыре как напоминание будущим захватчикам об ожидающей их участи. В XIX веке много сделали для обновления монастыря игумены Синезий (Давидович) и Иннокентий (Павлович).
В Градиште с момента основания и до Второй мировой войны существовала монастырская школа, которая находилась сначала в башне, а затем в келейном корпусе.
В XX веке монастырь также подвергался разорению: во время первой мировой войны австрийцы сняли все колокола, а в 1941 году монастырь был сожжен итальянцами. Трудами игумена Бориса с братией монастырь был обновлен в 1972 году. Были отреставрированы церковь Святого Саввы и кельи, устроена дорога к монастырю. При землетрясении 1979 года монастырский комплекс сильно пострадал. Церковь Святого Саввы была разрушена полностью, а храм Святого Николая и келейный корпус частично. Восстановительные работы продолжались с 1980 по 1993 год.
18 апреля 1993 года митрополит черногорско-приморский Амфилохий заново освятил монастырь.

## Описание

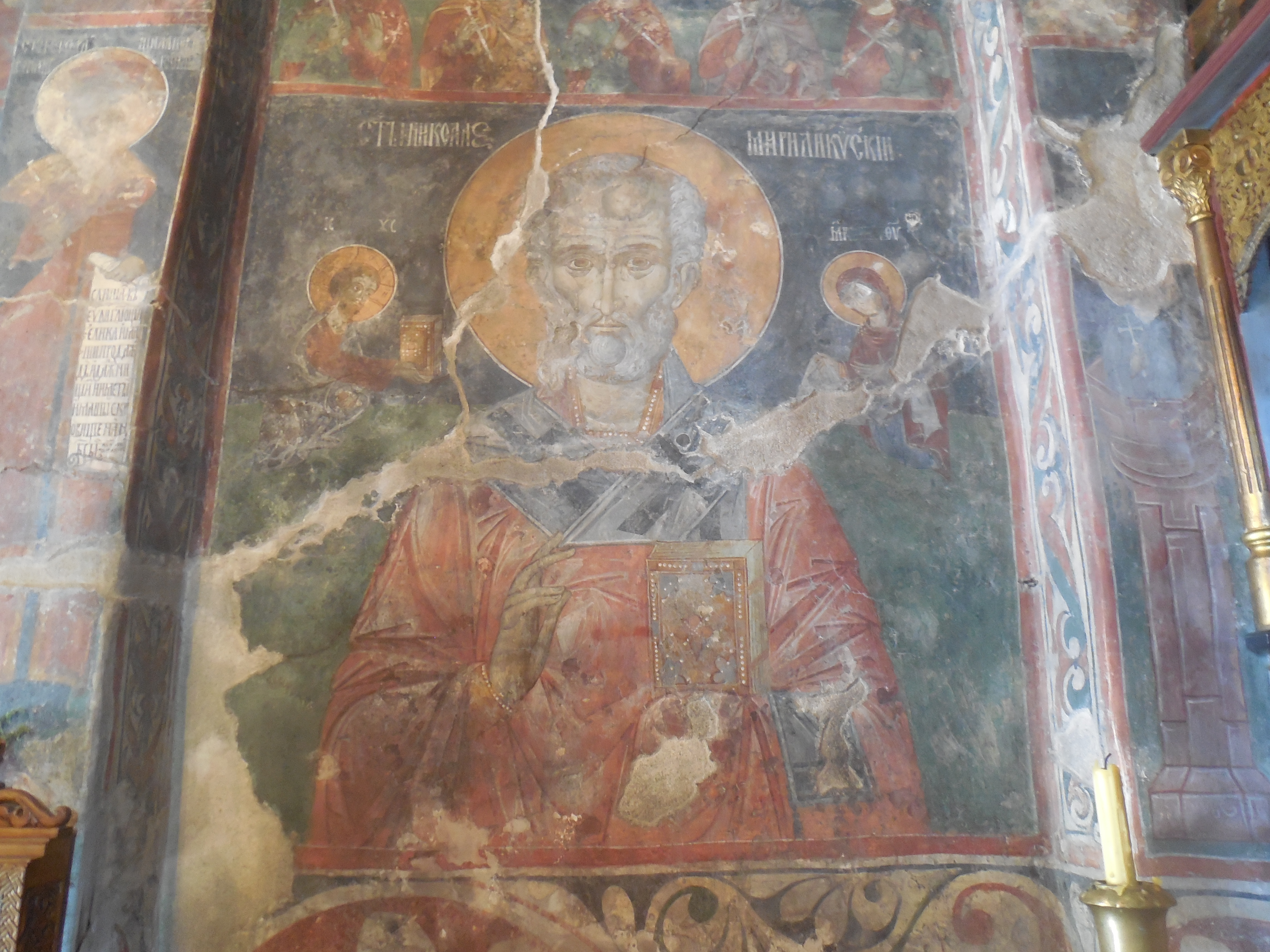
Фреска с изображением святителя Николая. Церковь Святого Николая.

Сейчас монастырский комплекс составляют три храма, келейный корпус и кладбище.
Церковь Святого Саввы расположена у входа в монастырь. Она воздвигнута на развалинах более старой одноименной церкви. Стены сложены из рядов красного и белого камня; над входом находится звонница на три звона. Надпись на плите свидетельствует, что звонницу соорудил Раде Марков Папан из Спича. Иконостас храма выполнен в 1864 году греческим иконописцем Николаем Аспиотисом.
Церковь Святого Николая находится в центре монастыря. Она построена в конце XVI века при черногорском митрополите Рувиме Негуше на месте старой церкви, по преданию, сооруженной в 1116 году. Над входом сооружена звонница на три звона. Роскошный иконостас с резьбой выполнил в 1796 году иконописец Василий Рафаилович из Рисана. Расписал храм в 1620 году священник Страхийе Будимлянин. 
В храме имеется монументальная фреска с изображением святого Николая, фреска Успения Богородицы, необычная фреска святой Марии Египетской, получающей Причастие. 
Над входом — надпись с именами ктиторов храма Дионисия и Стефана Давидовича, а также живописца «попа Страхийа из Будимле».
Церковь Успения Пресвятой Богородицы, самая маленькая, находится на верхней площадке, на кладбище. Она построена в стиле сельской церковной архитектуры и расписана Страхией Будимлянином в 1620 году. Фрески изображают святых из династии Неманичей: Симеона Мироточивого, его сыновей Савву и Стефана Первовенчанного; Симеона Храпавого, Милутина, Стефана Дечанского и «свету кралицу» Елену.